# Monopoleur hypothétique
En droit de la concurrence, afin de déterminer si les entreprises ont de trop importantes parts de marché , ce qui justifierait l'intervention du gouvernement, le test du monopoleur hypothétique, ou SSNIP « small but significant and non-transitory increase in price » (c'est-à-dire "augmentation faible mais significative et non transitoire des prix"), est utilisé pour définir le marché pertinent d'une manière cohérente. Il est une alternative à la détermination ad hoc du marché pertinent par la recherche d'argument démontrant la similarité des produits.
Le test du monopoleur hypothétique est capital dans les cas d'abus de position dominante en droit de la concurrence et dans l'autorisation ou le refus d'une fusion par les autorités compétentes. Il est en particulier utilisé par les pays anglosaxons et par les autorités communautaires. Les autorités de la concurrence peuvent ainsi empêcher des défaillances du marché causée par une entente, un oligopole, un monopole ou encore d'autres formes de domination du marché par un leader.

## Historique
C'est en 1982 que la directive sur les fusions du département de la Justice des États-Unis a introduit le test du monopoleur hypothétique en tant que nouvelle méthode pour définir les marchés pertinents et mesurer directement les différentes parts de marché. Au sein de l'Union européenne, il a été utilisé pour la première fois dans l'affaire Nestlé/Perrier de 1992 et a été officiellement reconnu par la Commission européenne dans sa "Communication de la Commission sur la définition du marché en cause aux fins du droit communautaire de la concurrence" en 1997.
Le concept original aurait été proposé par l'économiste Morris Adelman du MIT en 1959. D'autres l'auraient aussi formulé, apparemment de manière indépendante, dans les années 1970. L'approche du monopoleur hypothétique a été utilisée par F.M. Scherer dans des affaires de pratiques anticoncurrentielles, en particulier en 1975 dans l'affaire de monopole d'IBM.

## Mesure
Le test du SSNIP cherche à définir le plus petit marché pertinent à l'intérieur duquel un monopoleur hypothétique ou un cartel pourrait imposer une augmentation significative et profitable dans les prix. Le marché pertinent est représenté par un panier de biens ou services qui sont considérés comme substituables pour le consommateur. Un tel panier est considéré comme monopolisable, si un seul offreur peut le fournir et pourra en même temps maximiser son profit, sans pour autant que les clients choisissent d'autres biens et services d'autres offreurs.
L'application du SSNIP nécessite de connaître les intentions d'achats des consommateurs et de déterminer si un monopoleur hypothétique pourrait ou non bénéficier d'une augmentation des prix de 5 % sur une durée minimale d'un an. Si un nombre suffisant d'acheteurs sont prêts à changer de produit et que la perte de vente engendrée rendrait une telle opération non-profitable, alors le marché hypothétique choisi ne doit pas être considéré comme un marché pertinent. En ce sens, un nouveau panier de produits, plus large, sera proposé et le test SSNIP sera réeffectué sur cette base.

## Exemple
Le test consiste à observer si une faible augmentation du prix d'un produit (entre 5 et 10 %) amènera un nombre significatif de consommateurs à acheter un autre produit (i.e. un produit substituable). En d'autres termes, ce test est prévu pour analyser si cette augmentation du prix sera profitable pour l'entreprise ou si, au contraire, elle lui sera dommageable en induisant un effet de substitution.
Des bases de données fournies par les entreprises sont normalement utilisées pour le test : celles-ci comprennent des données sur différentes variables telles que les coûts, les prix, les revenus ou encore les soldes, sur une période s'étendant d'une à deux années.
En termes économiques, ce que le test du monopoleur hypothétique amène à calculer est le résidu de l'élasticité de la demande de l'entreprise, c'est-à-dire l'impact qu'aurait un changement de prix sur la propre demande de l'entreprise.

### Première étape
Supposons la situation suivante pour une entreprise :
- Prix = 10
- Ventes = 1000
- Coût variable par unité = 5

Dans ce cas, le profit de la firme serait de 5000 (P.V-V.Cv).
Supposons maintenant que la firme décide d'augmenter son prix de 10 %, ce qui impliquerait un prix de 11. La nouvelle situation serait, par exemple, la suivante : 
- Prix = 11
- Ventes = 800
- Coût variable par unité = 5

Le profit serait ainsi maintenant de 4800.
Un effet de substitution apparaît ici : 200 unités de moins sont vendues. Ceci peut-être dû au fait que certains consommateurs ont décidé d'acheter un produit servant de substitut, qu'ils achètent moins du produit au vu de l'augmentation du prix ou qu'ils ont arrêté d'acheter le produit.
Dans cet exemple, l'augmentation du prix produit une trop grande substitution de la part des consommateurs. Celle-ci n'est compensée ni par l'augmentation du prix, ni par la réduction des coûts. En somme, l'entreprise ferait moins de profits (4800 par rapport à 5000). En d'autres termes, il y a des produits substituables qui devraient être introduits dans le marché pertinent et le produit de l'entreprise ne constitue pas par lui-même un marché pertinent indépendant. Le "marché" formé par ce seul produit n'amènera donc pas à un monopole car une augmentation du prix ne serait pas profitable.
La recherche s'oriente donc ici vers une seconde étape incluant d'autres produits, dont nous pouvons supposer qu'ils sont substituables au premier.

### Seconde étape
Nous savons donc que le produit originel n'est pas par lui-même un marché pertinent du fait de l'existence de produits substituables. Supposons maintenant que l'entreprise le produisant (entreprise A) considère comme étant ses concurrents les produits produits par B et C. Dans ce cas, nous allons inclure ces produits dans la seconde étape de notre analyse afin de répéter le précédent exercice.
La situation peut être décrite comme suit :
| Prix A = 10 | Ventes A = 1000 | Coût variable par unité A = 5 |
| Prix B = 13 | Ventes B = 800  | Coût variable par unité B = 4 |
| Prix C = 9  | Ventes C = 1100 | Coût variable par unité C = 4 |

Étant donné que nous cherchons à déterminer si les produits A, B et C constituent un marché pertinent, l'exercice consiste à supposer qu'un monopoleur hyopthétique X contrôle les trois produits. Dans ce cas, ce monopoleur ferait les profits suivants :

(10 x 1000) - (5 x 1000) + (13 x 800) - (4 x 800) + (9 x 1100) - (4 x 1100) = 17700
Supposons maintenant que le monopoleur X décide d'augmenter le prix du produit A, tout en maintenant les prix B et C constants. Avec une augmentation de 10 % il en résulterait les chiffres suivants :
| Prix A = 11; | Ventes A = 800;  | Coût variable par unité A = 5 |
| Prix B = 13; | Ventes B = 900;  | Coût variable par unité B = 4 |
| Prix C = 9;  | Ventes C = 1200; | Coût variable par unité C = 4 |

Ceci signifie que l'augmentation du prix de A impliquerait une diminution des ventes de A de 200 unités, mais que 100 unités supplémentaires de B et 100 unités supplémentaires de C seraient vendues. Étant donné que le monopoleur hypothétique contrôle les trois produits, sont profit serait maintenant le suivant :

(11 x 800) - (5 x 800) + (13 x 900) - (4 x 900) + (9 x 1200) - (4 x 1200) = 18900
Comme nous pouvons le voir, le monopoleur contrôlant A, B et C serait avantagé par une hausse du prix de A de 10 %, ce que nous pouvons reformuler en disant que ces trois produits constituent un marché "bénéfiquement monopolisable" et constituent donc un marché pertinent. Ce résultat provient du fait que X contrôle les trois produits qui sont les seuls substituts de A. Ainsi, X sait que même si une augmentation du prix de A génère une part de substitution, une part importante de ces consommateurs finiront par acheter les autres produits qu'il contrôle. Ainsi sont profit ne sera pas réduit, mais plutôt augmenté.
Si nous avions trouvé qu'une telle augmentation n'était pas profitable, nous aurions dû inclure dans notre analyse d'autres produits, dont nous pensons qu'ils sont des substituts, et ainsi procéder à une troisième phase, jusqu'à arriver à une situation dans laquelle une augmentation du prix sera profitable, permettant de déclarer que les produits constituent un marché pertinent.